# 津森洋介
津森 洋介（つもり ようすけ、1975年〈昭和50年〉2月18日 - ）は、日本の元国土交通官僚、元政治活動家。九州地方整備局建政部長、内閣府民間資金等活用事業推進室参事官などを歴任した。

## 経歴

### 生い立ち
1975年（昭和50年）、福岡県北九州市生まれ。小倉北区の北九州市立南丘小学校、福岡教育大学附属小倉中学校に通いながら、北九州モノレールの開通や市街地再開発、紫川の再生など、当時の北九州市長末吉興一（国土交通省出身）が推進する北九州市ルネッサンス構想によって小倉の街並みが再整備される姿を見て育ち、まちづくりに携わる建設行政を志す。
1993年（平成5年）3月、青雲高等学校を卒業。1999年（平成11年）3月、東京大学法学部を卒業。

### 建設省入省
1999年（平成11年）4月、当時の建設省（のちの国土交通省）に入省。希望通りまちづくり分野に配属となり、2005年（平成17年）には同省中部地方整備局で、都市計画や都市再生などのまちづくりを担う建政部の計画管理課長を務めた。
2007年（平成19年）4月、環境省に出向し環境基本計画等を担当。2008年（平成20年）4月、海上保安庁に出向し海上交通安全法等改正等に携わる。

### 熊本県に出向
2010年（平成22年）4月、熊本県庁に出向し、新幹線元年戦略室長に就任。九州新幹線の全線開業を見据えて熊本県の認知度向上を担う「くまもとサプライズ」キャンペーンを開始し、マスコットキャラクター（ゆるキャラ）の「くまモン」を誕生させた。
2011年（平成23年）4月からは同県川辺川ダム総合対策課長として、川辺川ダム事業の地域対策にあたる。ダム事業が廃止された地域の生活再建を支援する「ダム事業廃止特定地域振興特別措置法案」が閣議決定された際は、先行して再建計画を進めていた五木村の方式を「法案が後追いしてきた」と受け止め、法案成立後も引き続き予算措置を図るよう求めた。
2012年（平成24年）には同県地域振興課長となり、開業後の九州新幹線の影響について調査を行い、波及効果を観光業界から他業界、熊本県内全体に広げる取り組みを行った。

### 国土交通省に復帰
2014年（平成26年）9月4日、第2次安倍改造内閣で国土交通副大臣に任命された西村明宏（北九州市出身）の秘書官に就任。
2016年（平成28年）4月、国土交通省住宅局建築指導課建築業務監理室長。2018年（平成30年）6月、同省水管理・国土保全局下水道部下水道企画課管理企画指導室長。
2019年（令和元年）7月、同省九州地方整備局建政部長に就任。小倉駅前の再開発（ガーデンシティ小倉）や旦過市場の再整備、折尾駅周辺整備、勝山公園の魅力向上などまちづくり、住まいづくり分野のほか、建設業の担い手確保・育成に向けた魅力発信や建設キャリアアップシステムの普及など、担い手づくりに取り組む。
2022年（令和4年）7月、内閣府に出向し民間資金等活用事業推進室参事官に就任。岸田内閣が推進する官民連携分野の法案の国会提出に携わる。

### 2023年北九州市長選挙
2022年（令和4年）10月10日、北九州市議会の与党会派である自民党市議団とハートフル北九州（立憲民主党・国民民主党・無所属の共同会派）から2023年北九州市長選挙への出馬要請を受け、受諾。「ぜひ前向きに、みなさまと一緒に北九州の未来を作れるようにがんばりたい」「市の活気を取り戻したい」と意欲を述べた。10月18日、前述の官民連携法案の国会提出の目処がついたとして、内閣府参事官を辞職し国土交通省から退職した。
11月9日、北九州市役所で記者会見を開き、正式に市長選挙への立候補を表明した。まちづくりに携わった経験を活かし、北九州空港・港湾を充実させ「アジアの大物流拠点化」に取り組み、「北九州を日本の成長エンジンにする」と述べた。
選挙戦は自民党の武田良太元総務相に推された津森と、同じく自民党の麻生太郎副総裁に近い武内和久の代理戦争の様相を呈し、保守系分裂選挙とも見做された。2023年（令和5年）2月5日に執行された市長選挙では無所属新人の武内に敗北。敗北要因としては先述したように分裂選挙の様相を呈したほか、学生団体主催の討論会や、テレビ局主催の討論会に参加せず、支援団体への挨拶回りを優先するという陣営の方針が市民から批判されたことも指摘された。また地元テレビ局は、「与野党が相乗りした大連立のおごりがあったのかもしれない」「市民軽視、討論を逃げた候補者と映った可能性がある」とも評している。選挙期間中には、津森陣営による公共施設での選挙活動（北九州市立総合体育館で開催されたフットサルの試合終了後、コートに立ち演説を行った）、Twitterでの北橋健治元市長の事実と異なるツイートなど、公職選挙法に抵触する可能性がある事案が発生しており、これらも津森陣営に打撃となった。
落選後ホームページおよび全てのSNSアカウントを閉鎖・削除し、以後の動向は不明。

## 人物
まちづくりの主役は住民であるとの考えから、自身は「伴走者」として現地に足を運び、コミュニケーションを図ることを重視する。九州地方整備局建政部長就任時は「まちづくりの支援制度の多くは手挙げ方式。だからといって受け身にならず、現地に入り話を聞き伴走者のつもりで一緒に考えていきたい」と語った。
熊本県庁で新幹線元年戦略室長として「くまモン」を展開した際、当初は鳴かず飛ばずの中、1年間試行錯誤を続けた。暑い夏の日にくまモン体操を披露するも誰も寄りつかず、子供に泣かれたこともあったが、地道に保育園などを回り根気強くPRを繰り返し、認知度向上に繋げた。後に「地元に誇りを持って生活してもらうのが地域づくり。心を通わせながらやっていくのが大事」と語っている。
国土交通省で新しい法律や予算制度を考える際は「こういうところを工夫すれば地元・北九州市でも使える」と考え、九州地方整備局時代は市街地活性化の支援でたびたび出身地の北九州市を訪問し、意見交換を行なった。北九州市長選挙の取材に訪れた西日本新聞記者には「『福岡1強』と呼ばれるのは腹立たしい」と漏らすなど福岡市をライバル視し、記者は郷土愛の強さを感じたと評している。
座右の銘は、一つひとつの課題に誠実に取り組む「至誠通天」。趣味は旅行で、2019年のインタビューに年に1、2度は海外に出掛けると答えている。
父親は鉄鋼マンで、2022年（令和4年）2月に他界。息子は市長選挙の出馬表明当日に成人を迎えた。

## 年譜
- 1975年（昭和50年）2月18日 - 北九州市に出生[1]。
- 1987年（昭和62年）3月 - 北九州市立南丘小学校卒業
- 1990年（平成2年）3月 - 福岡教育大学附属小倉中学校卒業
- 1993年（平成5年）3月 - 青雲高等学校卒業
- 1999年（平成11年）
  - 3月 - 東京大学法学部卒業[1][2]
  - 4月 - 建設省（のちの国土交通省）入省[1][2]。
- 2005年（平成17年） - 国土交通省中部地方整備局建政部計画管理課長[1]
- 2007年（平成19年）4月 - 環境省出向（環境基本計画等）[2]。
- 2008年（平成20年）4月 - 海上保安庁出向（海上交通安全法等改正等）[2]。
- 2010年（平成22年）4月 - 熊本県庁出向（くまモン、川辺川ダム等）[1]。
- 2014年（平成26年）9月 - 国土交通副大臣秘書官
- 2016年（平成28年） - 国土交通省住宅局建築指導課建築業務監理室長[1]。
- 2018年（平成30年） - 国土交通省水管理・国土保全局下水道部下水道企画課管理企画指導室長[1][2]
- 2019年（令和元年）7月 - 国土交通省九州地方整備局建政部長（まちづくり・すまいづくり・担い手確保）[1][2]
- 2022年（令和4年）
  - 07月 - 内閣府民間資金等活用事業推進室参事官[3]
  - 10月 - 国土交通省退職[3]。
- 2023年（令和5年）2月5日 - 北九州市長選挙落選。

## 著書

### 論文
津森洋介「法令解説 全国都市再生のための基本的な枠組みの構築--国の補助金等の整理及び合理化等に伴う国土利用計画法及び都市再生特別措置法の一部を改正する法律」『時の法令』第1718号、雅粒社、2004年7月30日、6-21頁、ISSN 04934067、NAID 40006359844。